# Paul Anderson (aktor)
Paul Anderson (ur. 12 lutego 1978 w Londynie) – brytyjski aktor filmowy, telewizyjny i teatralny. Zyskał sławę jako Arthur Shelby w serialu Peaky Blinders i jako pułkownik Sebastian Moran w filmie Sherlock Holmes: Gra cieni.

## Kariera
Urodził się i dorastał w Południowym Londynie. Po ukończeniu Webber Douglas Academy of Dramatic Art, występował na scenie w przedstawieniach.
Wystąpił m.in. w filmach: Sherlock Holmes: Gra cieni (2011) Guya Ritchiego, Namiętność (2012) Briana De Palmy, W samym sercu morza (2015) Rona Howarda czy Zjawa (2015) Alejandro Gonzáleza Iñárritu z Leo DiCaprio.

## Filmografia

### Filmy fabularne
- 2011: A Lonely Place to Die jako Chris
- 2011: Sherlock Holmes: Gra cieni jako pułkownik Sebastian Moran
- 2012: Namiętność jako Dirk Harriman
- 2014: W potrzasku. Belfast ’71 jako sierżant Leslie Lewis
- 2015: W samym sercu morza jako Caleb Chappel
- 2015: Zjawa jako Anderson
- 2018: Robin Hood: Początek jako Guy z Gisborne

### Seriale telewizyjne
- 2005: Doktor Who jako Jason
- 2007: Milczący świadek jako DS Dave Leeson
- 2008: Powstać z popiołów jako świadek morderstwa
- 2009: Morderstwa w Midsomer jako Graham Spate
- 2013–2022: Peaky Blinders jako Arthur Shelby